# Portal Tomb von Carncorran Glebe
Das Portal Tomb von Carncorran Glebe (auch Giant’s Grave (deutsch Riesengrab) genannt) liegt nahe der Drumnabey Road im Townland Carncorran Glebe (irisch Carn Corráin), etwa 3,3 km südöstlich von Castlederg im County Tyrone in Nordirland.
Es besteht nur noch aus zwei großen, nicht zusammenpassenden, etwa 3,0 m hohen Portalsteinen und einem winzigen Türstein dazwischen.